# Cheater
A Cheater Michael Jackson amerikai énekes dala. Jackson és Greg Phillinganes írták, és 1987-ben rögzítették a Hayvenhurst (Encino) Studiosban, eredetileg Jackson Bad című albumához, ami abban az évben jelent meg, ez a dal azonban végül ismeretlen okokból nem került rá. Először Jackson 2004-ben megjelent box setjén, a Michael Jackson: The Ultimate Collectionön jelent meg. Ennek a kiadványnak az egyik kislemezeként is meg akarták jelentetni, és az amerikai és brit rádióknak el is küldték a dalt, végül azonban nem jelent meg kislemezen.

## Háttere
A Cheatert Michael Jackson és Greg Phillinganes írták, producere Jackson volt. Eredetileg Jackson Bad című albumára szánták, azonban végül nem került fel rá. Stephen Thomas Erlewine, az Allmusic.com újságírója szerint a dal „menő, laza, életteli”, és úgy vélte, „nehéz nem azt kívánni, hogy bárcsak Jackson ne szöszölne annyit a dalaival a megjelentetésük előtt, és mindet így adná ki”.
A The Ultimate Collection box set reklámjaként az Epic Records kiadott egy kisebb válogatást az album dalaiból – az USA-ban Highlights from the Ultimate Collection, Európában The Ultimate Collection Sampler címmel –, nyolc már korábban megjelent dallal és négy olyannal, ami a Collection előtt nem jelent meg – ezek voltak a Beautiful Girl, a Scared of the Moon, a We’ve Had Enough és a Cheater.
A dalhoz készült videóklip kevés csatornán volt látható; a Live in Bucharest: The Dangerous Tour DVD jeleneteiből készítették. A DVD is részét képezi a box setnek.

## Dallista
Letöltés
1. Cheater (Demo) – 5:08

CD kislemez (Európa; promó)
1. Cheater (Radio Edit) – 3:58

12" kislemez (Egyesült Királyság; promó)
1. Cheater (Demo) – 5:09
2. One More Chance (R. Kelly Remix) – 3:50

## Közreműködők
Közreműködők:
- Michael Jackson – zeneszerző, producer, ének, háttérvokálok
- Greg Phillinganes – zeneszerző, zongora, szintetizátorok
- Bill Bottrell, Matt Forger – hangmérnökök
- David Williams – gitár